# 89P/Рассела
Комета Рассела 2 (89P/Russell) — короткопериодическая комета из семейства Юпитера, которая была обнаружена 28 сентября 1980 года американским астрономом Кеннетом Расселом из обсерватории Сайдинг-Спринг, на снимке с 90-минутной экспозицией, полученной британским астрономом Дж.Барроу на 122-сантиметровом телескопе системы Шмидта. Она была описана как диффузный объект 17,0 m звёздной величины. Официально открытие кометы было подтверждено после получения повторных снимков 2 октября. Чуть позже комету удалось найти и на более ранних снимках, вплоть до 9 августа, когда её магнитуда достигала 16,0 m. Комета обладает довольно коротким периодом обращения вокруг Солнца — около 7,2 года.

Орбита кометы Рассела 2 и её положение в Солнечной системе

Первая эллиптическая орбита кометы была опубликована 8 октября 1980 года британским астрономом Брайаном Марсденом, согласно которым комета прошла точку перигелия 12 мая 1980 года, а её период определялся 7,19 года. После включения в расчёт 10 октября позиций кометы до её открытия, дата перигелия была сдвинута на 19 мая, а период обращения сократился до 7,12 года. После открытия комету удалось наблюдать ещё всего несколько дней, — последний раз её видели 7 октября. Комета наблюдалась при каждом своём возвращении, последний раз в декабре 2016 года.